# Xã Nordland, Quận Aitkin, Minnesota
Xã Nordland (tiếng Anh: Nordland Township) là một xã thuộc quận Aitkin, tiểu bang Minnesota, Hoa Kỳ. Năm 2010, dân số của xã này là 972 người.